# ハーレム革命
『ハーレム革命』（ハーレムかくめい）は、克・亜樹の漫画作品で『ヤングコミック』（少年画報社）にて、1998年11月号から2001年11月号まで連載された。単行本は全3巻と完全版全2巻。

## あらすじ
本来日本ではありえない一夫一妻の家庭に住む前園春男（まえぞのはるお）は、ある日初恋の人、花祭萌羅（はなまつりもえら）と再会し告白するも、父・秋彦の妻となった形で嫁いできた。春男は萌羅を取り戻そうとする。

## 登場人物
前園 春男（まえぞの はるお）
本作の主人公。幼い頃に母を亡し、只女遊びが好きな父をたしなめながら暮らしている。昔から萌羅が好きで大きくなったら結婚しようと婚約したが、父の妻となったことに衝撃を受ける。
前園 萌羅（まえぞの もえら）
本作のヒロイン。旧姓「花祭（はなまつり）」。春男の幼なじみで、初恋の相手。父母は既に他界（父は幼少期、母は半年前）。
前園 秋彦（まえぞの あきひこ）
春男の父。これまで4人の女性と入籍したほどの女好きで、曜日毎に交わっている。萌羅は春男の良き理解者と考え、彼女を迎え入れた。
前園 茜（まえぞの あかね）
春男の母の一人。専業主婦。
前園 里子（まえぞの さとこ）
春男の母の一人。自称「アーティスト」。
前園 まなみ（まえぞの まなみ）
春男の母の一人。看護師。
前園 ミキ（まえぞの ミキ）
春男の母の一人。風俗嬢。乱暴な性格。

## 単行本

### 初版
- 1巻 1999年7月1日
- 2巻 2000年11月1日
- 3巻 2001年11月1日

### 完全版
- 上巻.2008年4月25日
- 下巻.2008年4月25日